# Stanisław Koźmian
Stanisław Koźmian (7. května 1836 Piotrowice, Rusko – 3. července 1922 Krakov, Polsko) byl rakouský divadelní ředitel, publicista a politik polské národnosti z Haliče, v 2. polovině 19. století poslanec Říšské rady.

## Biografie
Byl vnukem básníka Kajetana Koźmiana. Stanisław vyrůstal na matčině statku. V letech 1852–1853 studoval na Jagellonské univerzitě v Krakově, pak odjel do Paříže, kde studoval na Sorbonně a seznamoval se s divadelní scénou. V roce 1856 pak přešel do Bonnu, kde dále studoval. Po návratu do Krakova se zapojil do tamních vlasteneckých konzervativních kruhů a působil v redakci listu Czas. Účastnil se polského povstání v roce 1863, ale po porážce povstání se od něj distancoval. Byl zatčen za svůj článek v Czasu. Přispíval rovněž do časopisu Przegląd Polityczny. Roku 1866 spoluzakládal Przegląd Polski. Od roku 1866 do roku 1868 působil jako umělecký ředitel Krakovského divadla a v letech 1871–1885 byl jeho ředitelem. Zasloužil se o vysokou úroveň této scény, která podnikala četné zájezdy do polských oblastí i do vzdálenějšího zahraničí.
Od roku 1869 do roku 1870 zasedal na Haličském zemském sněmu. Zemský sněm ho roku 1869 zvolil i do Říšské rady (celostátní parlament, tehdy ještě volený nepřímo zemskými sněmy). 11. prosince 1869 složil slib. Dopisem z 31. března 1870 složil mandát v rámci hromadné rezignace polských poslanců Říšské rady.
Od roku 1887 trávil více času ve Vídni, kam se roku 1898 trvale přestěhoval a kde pobýval až do konce první světové války, po které žil v Krakově.